# Санґар (бахш)
Санґар (перс. سنگر) — бахш в Ірані, в шагрестані Решт остану Ґілян. За даними перепису 2006 року, його населення становило 57478 осіб, які проживали у складі 15954 сімей.

## Дегестани
До складу бахша входять такі дегестани:
- Есламабад
- Санґар
- Сараван